# Бельгерсгайн
Бельгерсгайн (нім. Belgershain) — громада в Німеччині, розташована в землі Саксонія. Входить до складу району Лейпциг. Складова частина об'єднання громад Наунгоф.
Площа — 22,77 км2. Населення становить 3353 ос. (станом на 31 грудня 2020).